# الإسلام في زيمبابوي

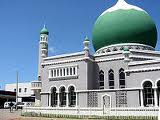
مسجد كويكوي

الإسلام في زيمبابوي وصول الإسلام إلى زيمبابوي يعود إلى القرن الرابع الهجري عندما أنشأ المسلمون إمارات على ساحل شرق أفريقيا , خلال تلك الفترة مدد تجار الرقيق أعمالهم إلى المناطق الداخلية حتى صلت إلى زيمبابوي، وعلى مدى مئات السنين أخذ أكثر من أربعة ملايين من العبيد من زيمبابوي والدول المجاورة لها وتم تصديرهم من موانئ السواحلية الأفريقية من قبل التجار إلى الهند.
دخلت العديد من المسلمين زيمبابوي خلال الفترة الاستعمارية، وقد جائوا أساسا من شبه القارة الهندية، وتختلق التقديرات حول عدد المسلمين في زيمبابوي من ما يصل إلى 120,000 شخص إلى ما يصل إلى 1.2 مليون نسمة بحسب وزارة الخارجية الأمريكية.
وكانت هناك شائعات تقول أن التجار العرب لعبوا دورا رئيسيا في بناء زيمبابوي العظمى، ويبرهن على ذلك أن هناك عددا من السكان الأصليين في مدينة ماسفينغو والذين لديهم أسماء عربية إسلامية ويتبعون تلك الثقافة التي هي مماثلة للثقافة التي يتبعها المسلمين، وقد وصل عدد كبير من المسلمين أيضا منذ اكتشاف الماس في منطقة مانيكالاند من مناطق شمال وغرب أفريقيا، المهاجرين الإسلامي يأتون بأعداد كبيرة من قبيلة ياو ملاوي المجاورة لزيمبابوي .